# Ctenochira
Ctenochira is een geslacht van insecten uit de orde vliesvleugeligen (Hymenoptera) en de familie Ichneumonidae.

## Soorten
- C. aberrans (Ruthe, 1855)
- C. angulata (Thomson, 1883)
- C. angustata (Roman, 1909)
- C. annulata (Holmgren, 1857)
- C. arcuata (Holmgren, 1857)
- C. bisinuata Forster, 1855
- C. breviseta (Ratzeburg, 1852)
- C. clara Kasparyan, 1976
- C. edolensis (Ozols, 1959)
- C. fecula Kasparyan, 1973
- C. flavicauda (Roman, 1912)
- C. gelida Kasparyan, 1973
- C. genalis (Thomson, 1883)
- C. gilvipes (Holmgren, 1857)
- C. grossa (Brischke, 1871)
- C. haemosterna (Haliday, 1839)
- C. helveticator Aubert, 1965
- C. holmgreni (Brischke, 1871)
- C. infesta (Holmgren, 1857)
- C. irrisa Kasparyan, 1973
- C. marginata (Holmgren, 1857)
- C. meridionator Aubert, 1969
- C. oreophila (Schmiedeknecht, 1912)
- C. pastoralis (Gravenhorst, 1829)
- C. pectinata (Bauer, 1958)
- C. pratensis (Gravenhorst, 1829)
- C. propinqua (Gravenhorst, 1829)
- C. rhenana Forster, 1888
- C. romani (Pfankuch, 1925)
- C. rubranator Aubert, 1965
- C. rufipes (Gravenhorst, 1829)
- C. sanguinatoria (Ratzeburg, 1852)
- C. sculpturata Kasparyan, 1972
- C. spectabilis (Habermehl, 1909)
- C. sphaerocephala (Gravenhorst, 1829)
- C. taiga Kasparyan, 1972
- C. tarsata Kasparyan, 1972
- C. validicornis (Brischke, 1871)
- C. vetusta (Holmgren, 1857)
- C. xanthopyga (Holmgren, 1857)